# Этнографическая деревня Бибирево
Этнографи́ческая дере́вня Би́бирево — парк «Зелёная зона реки Чермянки» в Москве, изначально стилизованный под этнографическую деревню. Площадь парка (озеленённой территории) 9,58 га, общая площадь 12 га. Расположен между ул. Белозерская, Лескова и Корнейчука в районе Бибирево.

## История
В XIX веке на этой территории находилась деревня Подушкино с 27 дворами, где проживал 91 человек.
В 1983 году здесь была снята одна из серий детского киножурнала «Ералаш» (37 выпуск, 1-й сюжет под названием «Леди и джентльмены»).
Работы по созданию парка были начаты в 2003 г., согласно информационному плакату (см. фото ниже по тексту). Парк был открыт 24 июля 2004 г. на месте заброшенной и заболоченной территории вдоль реки Чермянки.
Очередной этап реконструкции парка прошёл летом-осенью 2012 г. Были укреплены склоны, замощены дорожки, построены лестницы, игровые городки для детей, летний амфитеатр.

В 2018 году парк благоустроили — обновили детские и спортивные площадки, отремонтировали пространство у сцены.

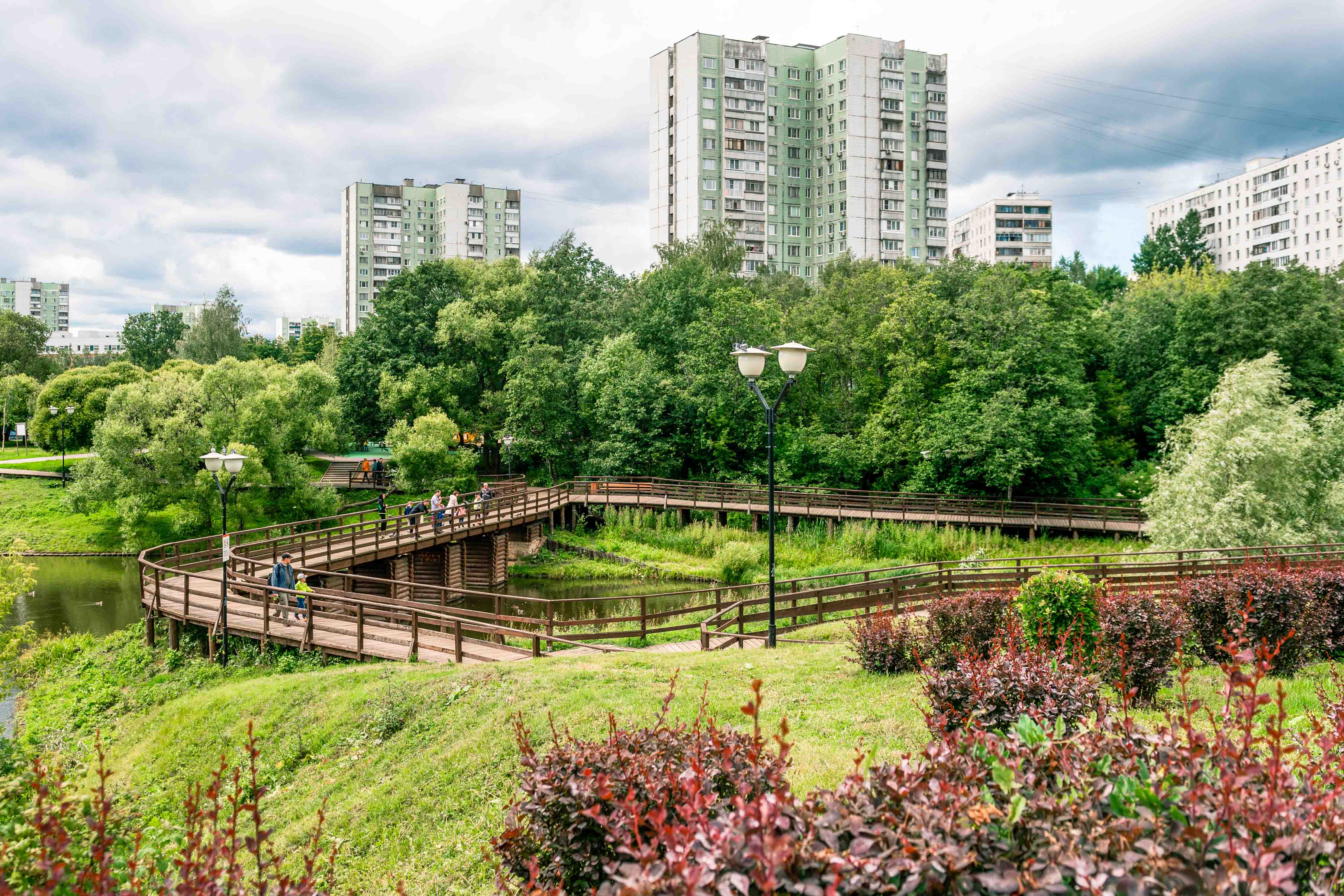
Мост через Чермянку
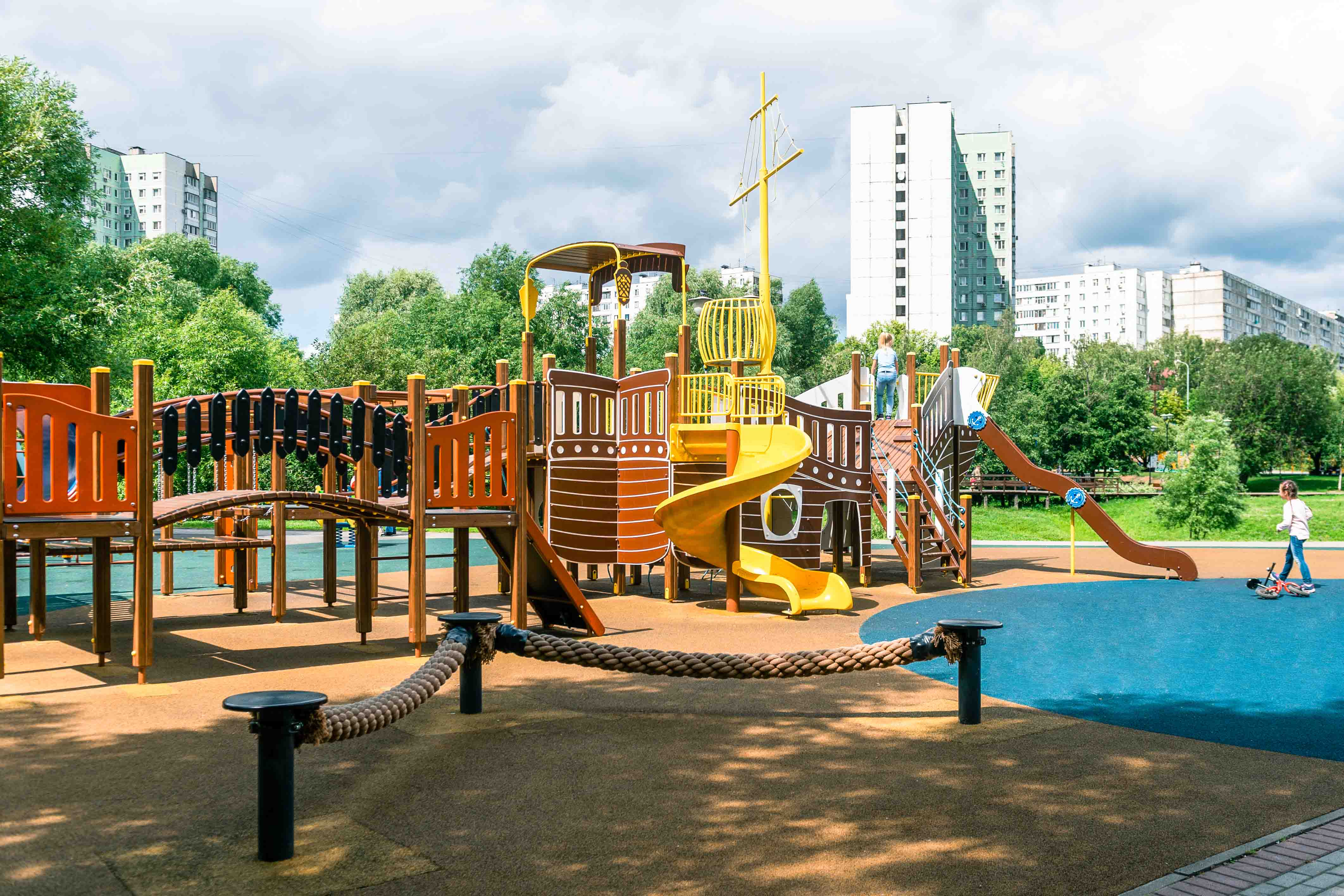
Детская площадка
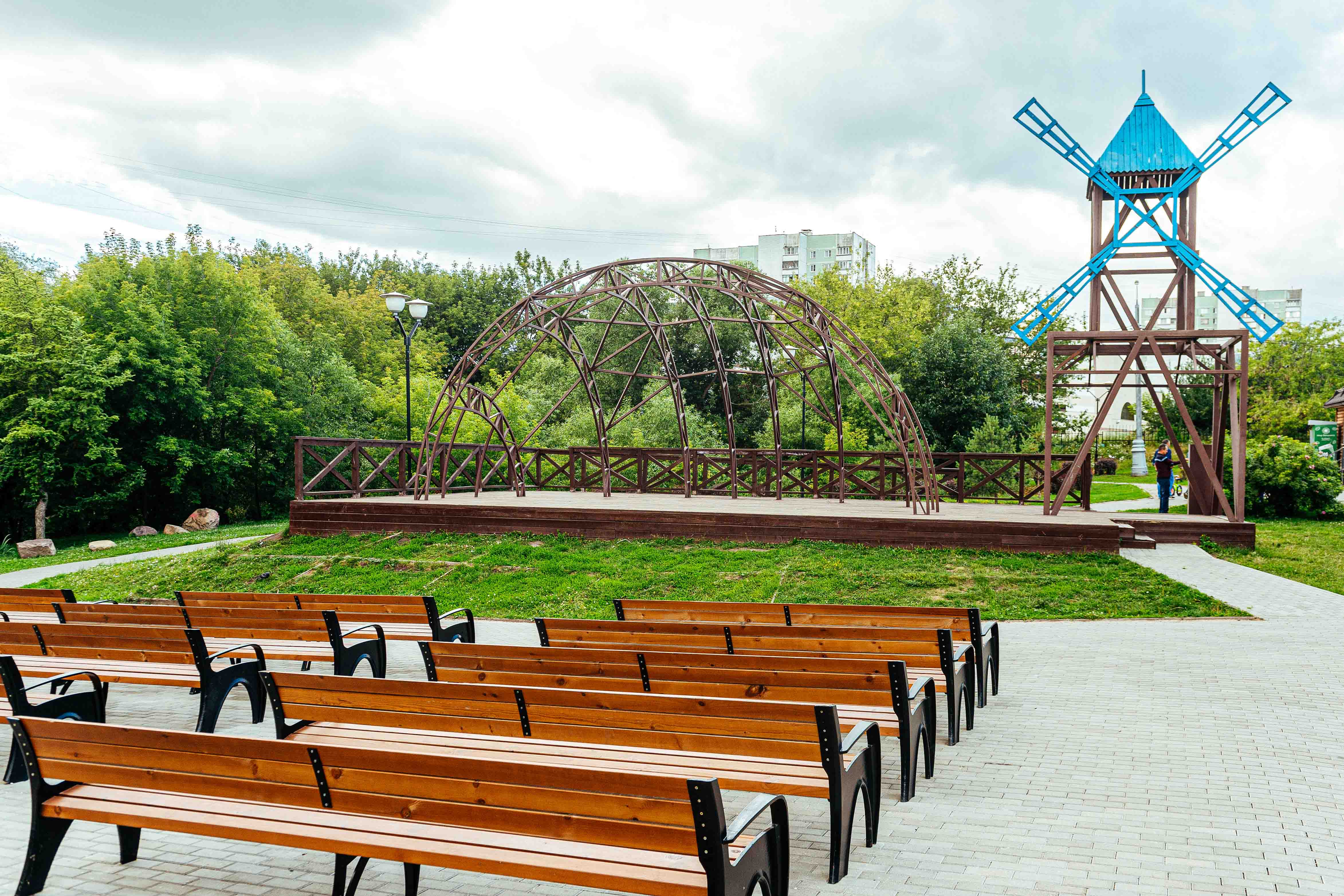
Сцена
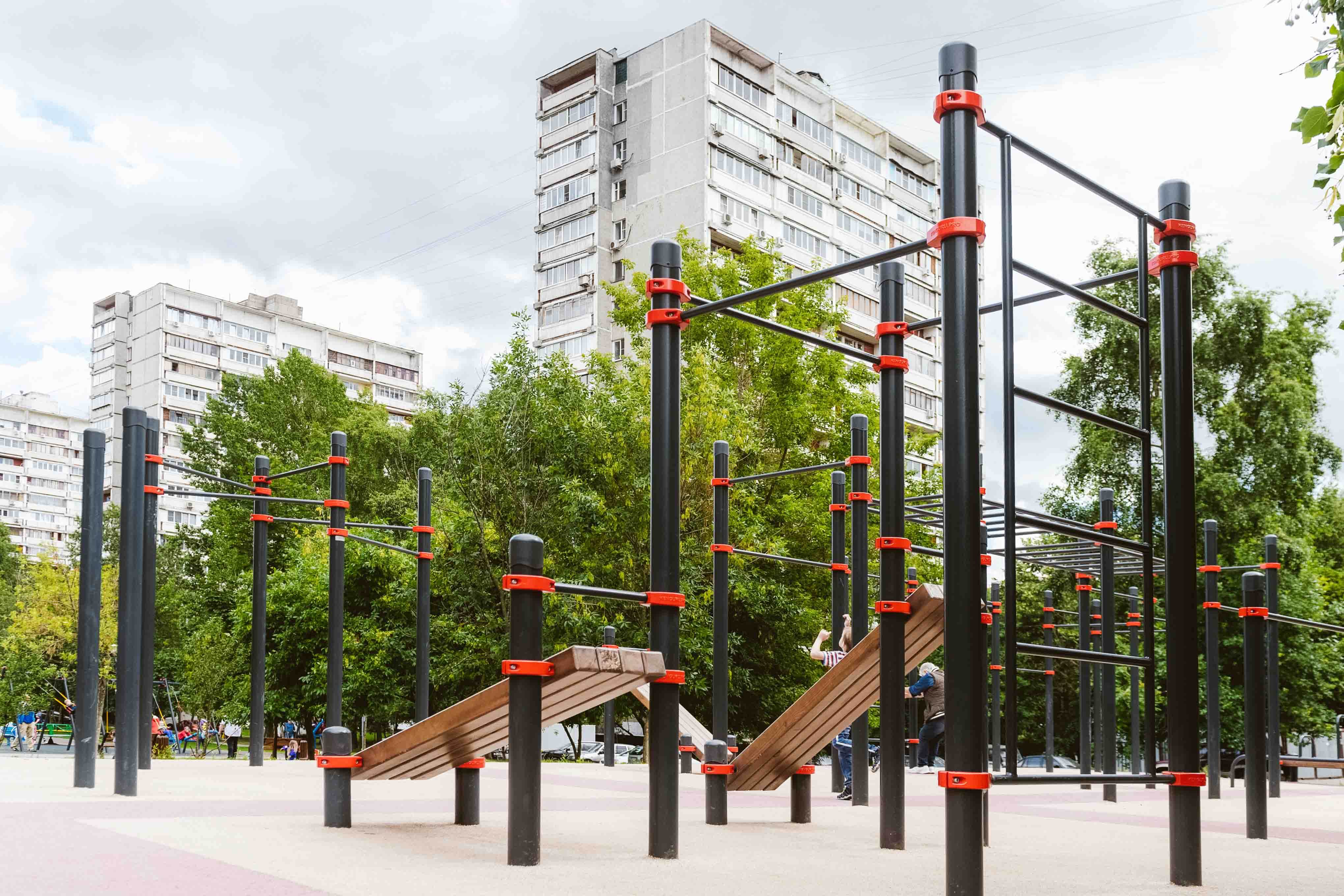
Воркаут

## Современность
В пойме реки Чермянки расположены запруда, цветники, детские и спортивные площадки, летняя эстрада, места для пикников. Также в ходе реконструкции 2012 г. были построены новые деревянные пешеходные мосты через реку, деревянная набережная (пешеходные дорожки с деревянным настилом) вдоль реки.
На территории рекреационной зоны находится храм-часовня в честь святых Антония и Феодосия Киево-Печерских.
В новогодние, рождественские и другие крупные праздники парк является местом народных гуляний, в это время в нём проводятся концертные и анимационные мероприятия.
Балансодержателем парка является Государственное автономное учреждение культуры города Москвы «Лианозовский парк культуры и отдыха».
Река Чермянка в последние годы сильно загрязнена хозяйственно-бытовыми сточными водами, попадающими в её притоки на территории Мытищинского района Московской области, а также нефтепродуктами.

## Ссылки

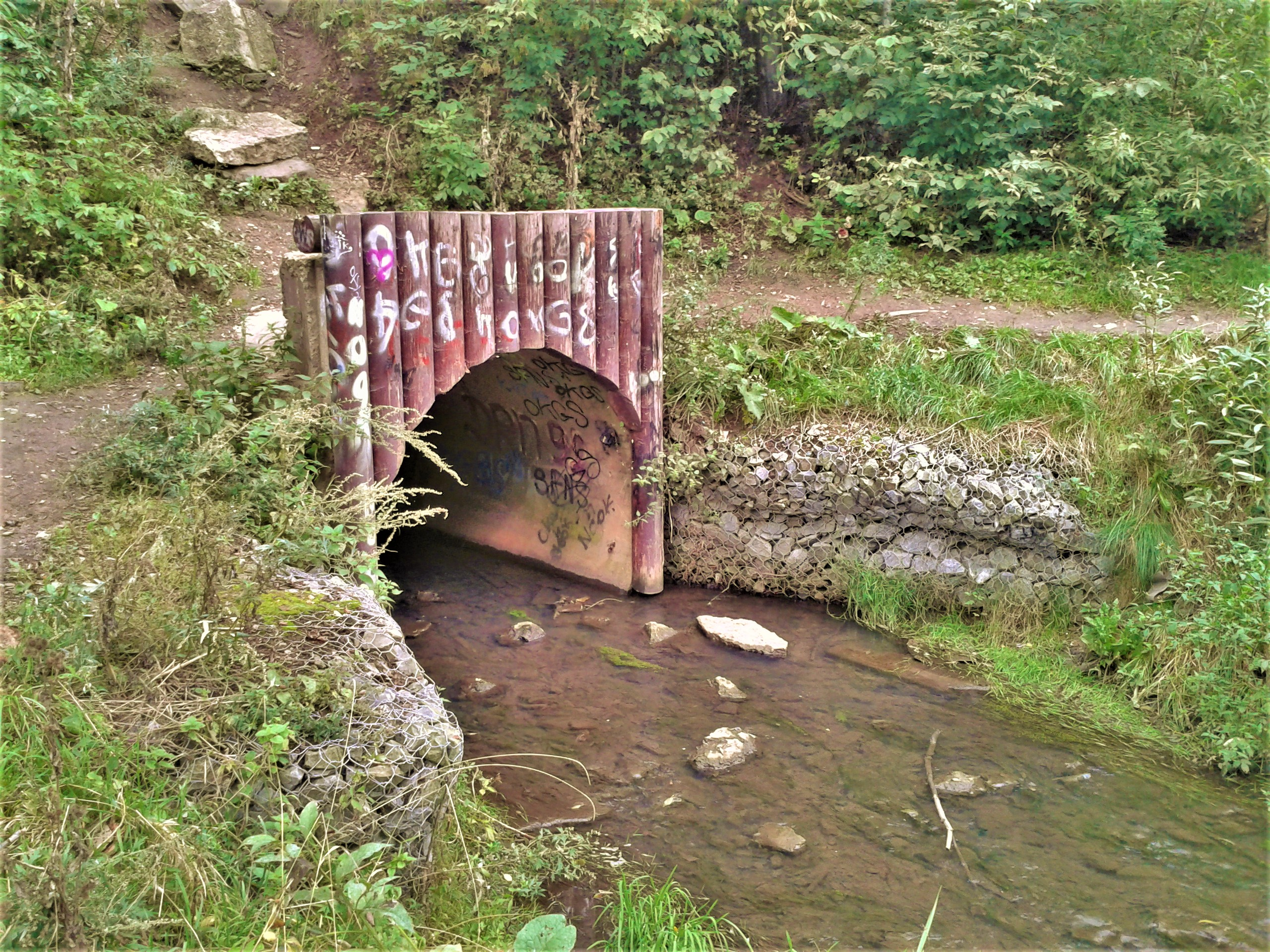
Река Звероножка (Здериножка) на территории этнографической деревни до последней реконструкции.

### Фото и видеорепортажи
- http://www.osd.ru/txtinf.asp?tx=2342 Архивная копия от 20 августа 2014 на Wayback Machine
- http://moscowalk.ru/svao/bibirevo/parki/heritage-village.html Архивная копия от 8 декабря 2015 на Wayback Machine
- Ход первого этапа реконструкции Архивная копия от 5 марта 2016 на Wayback Machine
- Старая фотография с рассказом местных жителей, опубликованная в газете «Бибирево наш дом»
- Видеорепортаж о проверке Мэром Москвы, С. Собяниным, хода работ по реконструкции парка, 28.06.2012 г. Архивная копия от 23 декабря 2015 на Wayback Machine[12]

### Карты
- Этнографический комплекс «Бибирево» в пойме р. Чермянка Архивная копия от 29 сентября 2007 на Wayback Machine. Сайт Wikimapia.
- Этнографическая деревня на Народной карте Яндекса